# Bangor (Wisconsin)
Bangor é uma vila localizada no estado norte-americano de Wisconsin, no Condado de La Crosse.

## Demografia
Segundo o censo norte-americano de 2000, a sua população era de 1400 habitantes. 
Em 2006, foi estimada uma população de 1350, um decréscimo de 50 (-3.6%).

## Geografia
De acordo com o United States Census Bureau tem uma área de 
2,8 km², dos quais 2,8 km² cobertos por terra e 0,0 km² cobertos por água. Bangor localiza-se a aproximadamente 223 m acima do nível do mar.

## Localidades na vizinhança
O diagrama seguinte representa as localidades num raio de 20 km ao redor de Bangor. 